# Rolf Ericson
Rolf Ericson, eigentlich Rolf Ericsson, genannt Roffe, (* 29. August 1922 in Stockholm; † 16. Juni 1997 ebenda) war ein schwedischer Jazz-Trompeter, der viel in den Vereinigten Staaten spielte, sowohl Swing in Bigbands, als auch Bop und West Coast Jazz.

## Leben und Wirken
Ericson lernte mit 8 Jahren Trompete, wechselte zum Jazz, nachdem er 1933 Louis Armstrong in Stockholm hörte und begann seine Karriere 1945 in Tanzbands und Bigbands, die u. a. amerikanische Gastsolisten begleiteten (sowie die schwedische Sängerin Alice Babs). 1947 ging er nach New York, wo er 1949 Mitglied der Bigband von Charlie Barnet wurde und ab 1950 in der von Woody Herman. Er spielte auch eine Woche kurz mit Charlie Parker, bevor er 1950 nach Schweden zurückkehrte und die Nalen-Band (benannt nach dem Tanzsaal, wo sie auftreten) gründete, die jedoch ein Jahr später von Arne Domnérus übernommen wurde. Ericson nahm dann an Aufnahmen von Leonard Feathers Swinging Swedes teil und spielte mit Parker während dessen Europatour. 1953 bis 1956 ist er wieder in den USA, wo er in den Bigbands von Charlie Spivak, Harry James, der Dorsey-Brüder und von Les Brown spielte. Außerdem spielte er mit den Lighthouse All Stars von Howard Rumsey und nahm unter eigenem Namen auf (Rolf Ericson and his All American Stars, EmArcy 1956 mit Cecil Payne, Duke Jordan). Nach einem kurzen Aufenthalt Sommer 1956 in Schweden, wo er mit eigenem Quintett, Ernestine Anderson und Lars Gullin spielte und aufnahm, ging er wieder in die Staaten, wo er u. a. mit Woody Herman, Harold Land, Dexter Gordon, Stan Kenton, Maynard Ferguson (1960/1), Buddy Rich, Paul Gonsalves, Johnny Griffin, Benny Goodman, Gerry Mulligan und Charles Mingus (auf The Black Saint and the Sinner Lady) spielte. Von 1963 bis 1971 war er auch bei mehreren Gelegenheiten Mitglied des Duke Ellington Orchesters (1963–1964 und 1969 fest, 1973 auch auf Tour in Schweden mit Alice Babs). Ericson war in den USA auch ein gefragter Studiomusiker. Ab 1971 war er in Deutschland und spielte mit Radio-Bigbands wie der SFB Big Band und als Studiomusiker, tourte aber auch weiter z. B. in die USA und hatte eigene Sextette und Quartette, mit denen er aufnahm.
Für Stockholm Sweetnin 1985 (Dragon) erhielt er die Gyllene Skivan des Orkesterjournal. 2000 erhielt er den Django d’Or (Schweden) als Legende des Jazz.